# Gooty
Gooty è una suddivisione dell'India, classificata come census town, di 43.387 abitanti, situata nel distretto di Anantapur, nello stato federato dell'Andhra Pradesh. In base al numero di abitanti la città rientra nella classe III (da 20.000 a 49.999 persone).

## Geografia fisica
La città è situata a 15° 7' 0 N e 77° 37' 60 E e ha un'altitudine di 344 m s.l.m..

## Società

### Evoluzione demografica
Al censimento del 2001 la popolazione di Gooty assommava a 43.387 persone, delle quali 21.973 maschi e 21.414 femmine. I bambini di età inferiore o uguale ai sei anni assommavano a 5.146, dei quali 2.575 maschi e 2.571 femmine. Infine, coloro che erano in grado di saper almeno leggere e scrivere erano 28.059, dei quali 16.278 maschi e 11.781 femmine.